# Simone Mortier
Pour les articles homonymes, voir Mortier.
Simone Mortier née le 14 février 1964 à  Wurtzbourg en Allemagne est une triathlète professionnelle championne d'Europe et multiple championne d’Allemagne de triathlon et de duathlon.

## Biographie

### Jeunesse
Simone Mortier commence le sport par la pratique de la gymnastique à l'âge de 13 ans et participe à des compétitions dans cette spécialité. À la suite de problèmes aux genoux, elle doit cesser cette activité sportive. C'est au cours d'un programme universitaire d'échange avec le Canada, qu'elle découvre le triathlon et devient dans les années 1980, une des pionnières de cette nouvelle discipline sportive. Ses trois frères et sa sœur pratiqueront également le triathlon.

### Carrière en triathlon
Simone Mortier remporte plusieurs fois les championnats d’Allemagne courte et longue distance et en 1989, devient championne d'Europe. Pratiquant également le duathlon elle remporte les championnats d'Allemagne de cette spécialité en 1991 et 1993. Elle met un terme à sa carrière professionnelle en 1995. 
En 2009, elle prend part aux championnats d'Europe amateurs dans la catégorie d'âge 45-49 ans et finit première de cette catégorie en 2 h 16 min 12 s, cinq ans plus tard en 2014, elle renouvelle cette performance en prenant la première place de la catégorie 50-54 ans en 2 h 26 min 25 s.

### Vie privée et professionnelle
Simone Mortier a fait des études de médecine, elle vit à Schaffhouse, en Suisse, son mari Klauss ingénieur en mécanique fut plusieurs fois champion d'Allemagne d'aviron, elle est la mère de trois enfants.

## Palmarès
Le tableau présente les résultats les plus significatifs (podium) obtenus sur le circuit national et international de triathlon et de duathlon depuis 1988.
| Année | Compétition                        | Pays       | Position          | Temps          |
| ----- | ---------------------------------- | ---------- | ----------------- | -------------- |
| 1993  | Championnats d'Europe de triathlon | Luxembourg | Médaille d'argent | timing         |
| 1991  | Championnats d'Europe de triathlon | Suisse     | Médaille d'argent | timing         |
| 1990  | Championnats d'Europe de triathlon | Autriche   | Médaille d'argent | timing         |
| 1990  | Championnat d'Allemagne MD         | Allemagne  | Médaille d'or     | timing         |
| 1990  | Championnat d'Allemagne CD         | Allemagne  | Médaille d'or     | timing         |
| 1989  | Championnats d'Europe de triathlon | Portugal   | Médaille d'or     | timing         |
| 1989  | Championnat d'Allemagne MD         | Allemagne  | Médaille d'or     | timing         |
| 1989  | Championnat d'Allemagne CD         | Allemagne  | Médaille d'or     | timing         |
| 1989  | Ironman Europe                     | Allemagne  | Médaille d'or     | 4 h 31 min 4 s |
| 1988  | Championnat d'Allemagne MD         | Allemagne  | Médaille d'or     | timing         |
| 1988  | Championnat d'Allemagne CD         | Allemagne  | Médaille d'or     | timing         |